# Agroiconota
Agroiconota là một chi bọ cánh cứng trong họ Chrysomelidae.
Chi này được Spaeth miêu tả khoa học năm 1913.

## Các loài
Các loài trong chi này gồm:
- Agroiconota atromaculata Borowiec, 2005
- Agroiconota atropunctata Borowiec, 2005
- Agroiconota carlobrivioi Borowiec, 2005
- Agroiconota gibbipennis Borowiec, 2005
- Agroiconota paraguayana Borowiec, 2005
- Agroiconota sanareensis Borowiec, 2005
- Agroiconota urbanae Buzzi, 1996